# Opérations anti-partisans en Biélorussie
Seconde Guerre mondiale
Les opérations lutte anti-partisans (Bandenbekämpfung) en Biélorussie furent en réalité et surtout des opérations contre les civils (contre la paysannerie biélorusse) sous couvert d'opérations militaires menées conjointement ou séparément par les troupes SS, la police de sécurité nazie, la Wehrmacht, et la police auxiliaire biélorusse. Les actions majeures ont eu lieu entre le printemps 1942 et le printemps 1943.

## Réponse à l'occupation allemande
Depuis les premiers jours de l'occupation étrangère (Allemands et alliés de l'Axe), un puissant mouvement de mieux en mieux coordonné de partisans soviétiques émerge. Se cachant dans les forêts et les marais, les partisans infligent de lourds dommages aux lignes de ravitaillement et de communication allemandes, démolissant les lignes de chemin de fer, les ponts, les fils télégraphiques, attaquant les dépôts, les réservoirs de carburant et les transports. Ils tendent des embuscades aux soldats de l'Axe. Tous les partisans n'étaient pas pro-soviétiques. Dans la plupart des cas [citation nécessaire], parmi les actions de sabotage des partisans pendant la Seconde Guerre mondiale les actions des dénommés Assipovitchy le 30 juillet 1943 concernèrent quatre trains allemands avec des fournitures, et des tanks Tigre I furent détruits.
Pour combattre ces activités de partisans, les Allemands vont déployer des forces considérables derrière leur ligne de front.

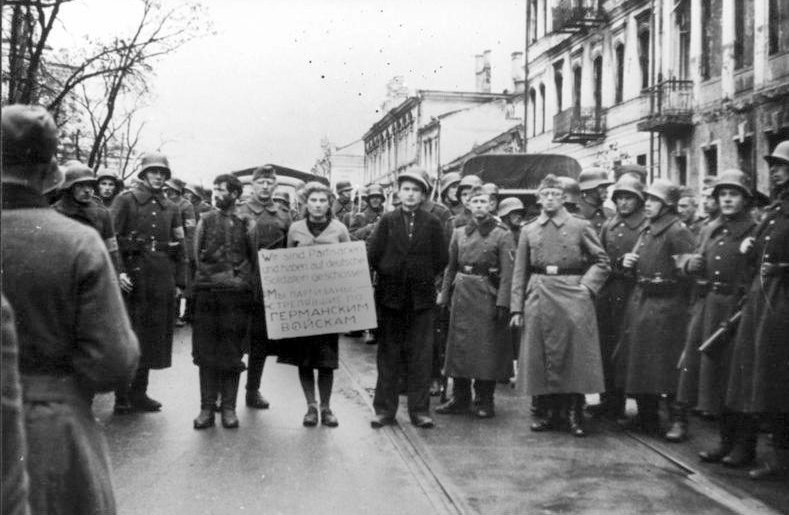
Macha Brouskina avec ses camarades partisans avant sa pendaison, Minsk 26 octobre 1941.

Des photographies ont été trouvées dès la libération (grâce à l'action discrète d'un employé de studio de photo travaillant pour Boris Werner), révélant les quatre exécutions par pendaisons publiques menées contre 12 personnes à Minsk le 26 octobre 1941.  Aleksey Sergeevich Kozlovsky fit des copies pour le compte de son employeur et pour lui-même. La boîte cachant les photos a été remise aux autorités soviétiques à la fin de la guerre. Les personnes identifiées sur les quatre sites de Minsk sont : Elena Ostrovskaya, Nadejda Ynaouchkevitch, Olga Chtcherbatsevitch, Macha Brouskina, Kirill Trus (Trusov), Volodya Chtcherbatsevitch, Nicolai Kousnetsov, Piotr Yanouchkevitch, Leonid Zerin.

## Opérations
Sous couvert d'opérations militaires, il a été établi[réf. nécessaire] que ces opérations ont surtout visé des cibles civiles et des populations soupçonnées d'apporter un soutien aux partisans.

### Actions majeures (printemps 1942-printemps 1943)

#### Nouvelles tactiques des partisans
Dans les cinq premiers mois de 1942, il se trouva que les partisans biélorusses n'avaient agi qu'en hiver contrairement à certaines prévisions[pas clair]. Ils augmentèrent leurs activités malgré leurs effectifs réduits et se focalisèrent sur de nouvelles cibles.

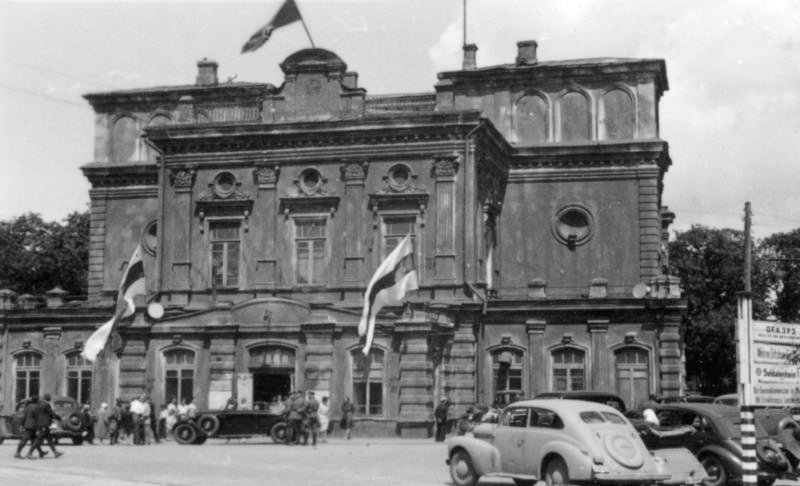
Le Rada Central Biélorusse, Minsk, juin 1943.

D'abord localement et partant de l'est du pays, ils augmentèrent leur puissance pendant l'été et essayèrent de paralyser le gouvernement biélorusse (Rada) (voir République populaire biélorusse) installé comme instrument clef par les Nazis allemands en vue de l'exploitation du pays et de l'action administrative allemande. Du fait de la défaite allemande devant Moscou et de la contre-attaque soviétique qui avait amené l'Armée rouge à la frontière nord-est de la Biélorussie, la position stratégique et politique de la résistance biélorusse s’était considérablement améliorée.

#### Riposte allemande
Les Allemands réagirent en développant une nouvelle tactique. Elle était basée principalement sur le commandement régional militaire des arrières du groupe d'armée du Centre dans cette optique et sur le conseil du Oberkommando des Heeres (OKH), en coordination avec lui. Les SS et la police prenaient une petite part dans ce processus, à ce qu'il ressort des sources disponibles[Lesquelles ?].

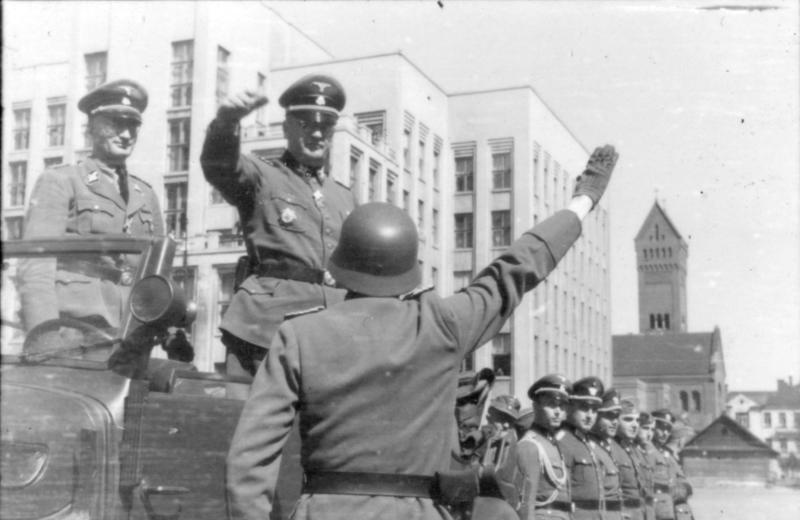
Erich von dem Bach-Zelewski et l'Ordnungspolizei, Minsk, 1943.

Ceci était partiellement dû à une faiblesse dans le commandement à cause du haut commandant de la SS et de la police , Erich von dem Bach-Zelewski, absent pour cause de maladie (qui devint plus tard un stratège pour la lutte contre les partisans).
Entre la fin janvier et le début de mai 1942, il n'a pas pu être également constaté d'effort particulier de l'Einsatzgruppe B. Le général responsable, Max von Schenckendorff, accorda au SS et à la police seulement une certaine zone à sécuriser en soulignant un rôle secondaire.

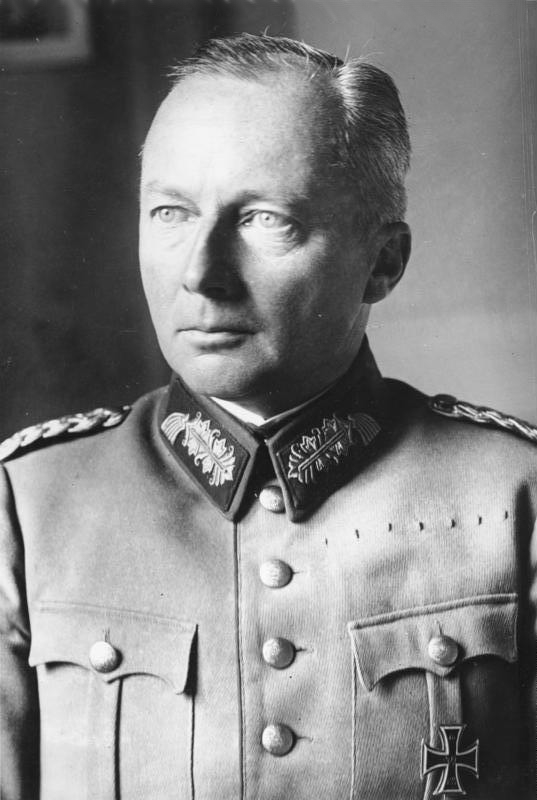
Le Generalfeldmarshall Günther von Kluge.

Le commandement suprême de l'armée avait, dans la seconde moitié de février, demandé au commandant de la zone arrière du Groupe d'armées du Centre de présenter un programme pour l’annihilation des partisans, apparemment entre autres réactions à un mémorandum par le Commandant suprême du Groupe d'armées centre, Günther von Kluge. Les objectifs à court-terme étaient l’annihilation des partisans au moins jusqu'au début de la période de la boue en avril, au moins dans la zone des chemins de fer, des routes principales et de la zone de Briansk. Von Schenckendorff demanda des mesures dans deux directions : propagande pour influencer la population russe et l’annihilation militaire des partisans. À côté des mesures politiques, il déclara qu'il était nécessaire d'amener des troupes - soulignant que des unités représentant un effectif de trois divisions et de deux brigades SS lui avaient été retirées pendant ces trois derniers mois. Il demanda une restructuration des organes de commandement et des troupes pour une offensive en vue de la conduite des opérations et l'allocation de moyens pour une offensive de combat (armes lourdes, avions, véhicules). Il appela aussi à mettre sur pied une police locale de maintien de l'ordre, d'unités combattantes faites de collaborateurs, la poursuite de l'entraînement et de l'échange d'expériences, l'intensification du réseau de communications et de combat contre les étrangers aux localités. Von Schenckendorff soumit ses propositions oralement à Franz Halder, à Josef Wagner et à Günther von Kluge. Le problème était aussi suivi par Adolf Hitler, du fait des efforts du Département de l'Économie de guerre et de l'Armement d'Albert Speer au commandement suprême du Commandement suprême de la Wehrmacht (OKW), le General Quarter Master et le commandant de sa section d'Administration de la guerre, Schmidt v. Altenstadt, qui était en rapport avec ce sujet de manière constante, visitant la zone arrière du Groupe d'Armées du Centre au printemps de 1942.

### Le mécanisme tactique des opérations majeures

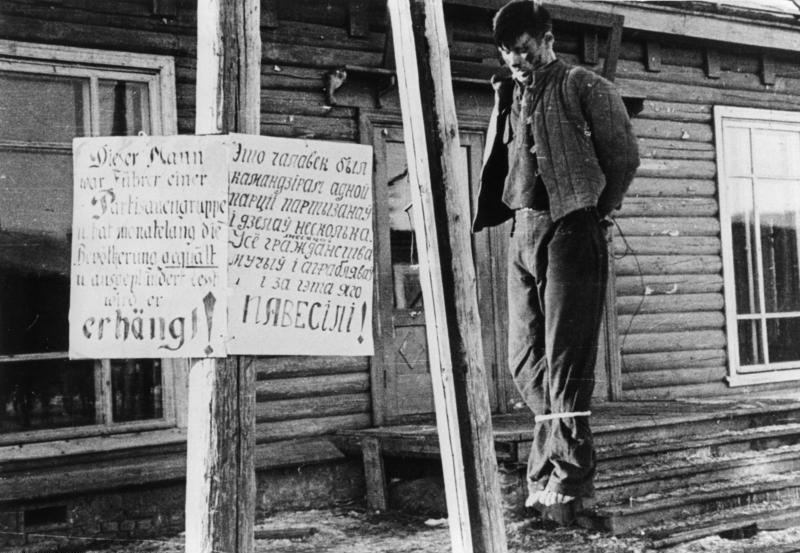
Un partisan biélorusse pendu à Minsk, 1942/1943.

Ce qui suit est une vue générale des plus grandes opérations, de leurs chronologie et de la distribution spatiale et du nombre de victimes.

#### Synoptique des opérations

##### en 1942
Trois années de lutte anti-partisans, opération par opération.
| Code opération                   | Période     | Zone                          | Morts civils et partisans | Armes saisies | Morts allemands |
| -------------------------------- | ----------- | ----------------------------- | ------------------------- | ------------- | --------------- |
| Opération Bamberg                | 26/03-/6/04 | Hlousk, Babrouïsk             | 4 396                     | 47            | 7               |
| ?                                | 9/05-12/05  | Klitchaw, Babrouïsk           | 520                       | 3             | 10              |
| ?                                | début juin  | Słowodka, Babrouïsk           | 1 000                     | 7             | ?               |
| ?                                | 15/06       | Borki, Białystok              | 1 741                     | 0             | 0               |
| ?                                | 21/06       | Zbychine                      | 1 076                     | ?             | ?               |
| ?                                | 25/06       | Timkowczi                     | 900                       | ?             | ?               |
| ?                                | 26/06       | Studenka                      | 836                       | ?             | ?               |
| ?                                | 18/07       | Yelsk                         | 1 000                     | ?             | ?               |
| Opération Adler                  | 15.07-07.08 | Babrouïsk, Moguilev, Bérézina | 1 381                     | 438           | 25              |
| Opération Greif (anti-partisans) | 14/08-20/08 | Orcha, Vitebsk                | 796                       | ?             | 26              |
| Opération Sumpffieber            | 22/08-21/09 | Biélorussie                   | 10 063                    | ?             | ?               |
| ?                                | 22/09-26/09 | Malaryta                      | 4 038                     | 0             | 0               |
| Opération Blitz                  | 23/09-03/10 | Polotsk, Vitebsk              | 567                       | ?             | 8               |
| Opération Karlsbad               | 11/10-23/10 | Orcha, Vitebsk                | 1 051                     | 178           | 24              |
| Opération Nürnberg               | 23/11-29/11 | Dubrowka                      | 2 974                     | ?             | 6               |
| Opération Hamburg                | 10/12-21/12 | Niémen-Chtchara               | 6 172                     | 28            | 7               |
| Opération Altona                 | 22/12-29/12 | Slonim                        | 1 032                     | ?             | 0               |

##### en 1943
| Code opération          | Période          | Zone !                                     | Morts civils et partisans | Armes saisies | Morts allemands |
| ----------------------- | ---------------- | ------------------------------------------ | ------------------------- | ------------- | --------------- |
| ?                       | 18/01-23/01      | Sloutsk, Minsk, Tcherven                   | 825                       | 141           | 0               |
| Opération Waldwinter    | jusqu'au 01/02   | Sirotino-Trudy                             | 1 627                     | 159           | 20              |
| Opération Erntefest I   | jusqu'au 28/01   | Tcherven, Assipovitchy                     | 1 228                     | 163           | 7               |
| Opération Erntefest II  | jusqu'au 09/02   | Sloutsk, Kapyl                             | 2 325                     | 314           | 6               |
| Opération Hornung       | 08/02-26/02      | Lenin, Hantsavitchy                        | 12 897                    | 133           | 29              |
| Opération Schneehase    | 28/01-15/02      | Polotsk, Rassony, Krasnopole               | 2 283                     | 54            | 37              |
| Opération Winterzauber  | 15/02-fin mars   | Oświeja, frontière lettonne                | 3 904                     | ?             | 30              |
| Opération Kugelblitz    | 22/02-08/03      | Polotsk, Oświeja, Dryssa, Rassony          | 3 780                     | 583           | 117             |
| Opération Nixe          | jusqu'au 19/03   | Ptsich-Mikashevichy, Pinsk                 | 400                       | ?             | ?               |
| Opération Föhn          | jusqu'au 21/03   | Pinsk                                      | 543                       | ?             | 12              |
| Opération Donnerkeil    | 21/03-02/04      | Polotsk, Witebsk                           | 542                       | 91            | 5               |
| Opération Draufgnger II | 01.05-09.05      | Rudnja et Manyly forest                    | 680                       | 110           | 0               |
| Opération Maigewitter   | 17/05-21/05      | Vitebsk, Suraż, Gorodok                    | 2 441                     | 143           | ?               |
| Opération Cottbus       | 20/05-23/06      | Lepel, Begomel, Uszacz                     | 11 796                    | 1 057         | 128             |
| Opération Weichsel      | 27/05-10/06      | Dniepr-Pripiat Triangle sud-ouest de Homel | 4 018                     | 1 570         | 28              |
| Opération Ziethen       | 13/06-16/06      | Retchytsa                                  | 160                       | ?             | 5               |
| Opération Seydlitz      | 25/06-27/07      | Owrucz-Mozyrz                              | 5 106                     | 528           | 34              |
| ?                       | 30/07            | Mozyrz                                     | 501                       | ?             | ?               |
| Opération Günther       | jusqu'au 14/07   | Woloszyn, Lagoisk                          | 3 993 ; ?                 | 11            |                 |
| Opération Hermann       | 13/07-11/08      | Iwye, Nowogródek, Woloszyn, Stoŭptsy       | 4 280                     | 986           | 52              |
| Opération Fritz         | 24/09-10/10      | Hlybokaye                                  | 509                       | 46            | 12              |
| ?                       | 09/10-22/10      | Bykhaw                                     | 1 769                     | 302           | 64              |
| Opération Heinrich      | 01/11-18/11      | Rassony, Polotsk, Idritsa                  | 5 452                     | 476           | 358             |
| ?                       | décembre         | Spasskoje                                  | 628                       | ?             | ?               |
| ?                       | décembre         | Biały                                      | 1 453                     | ?             | ?               |
| Opération Otto          | 20/12-01/01/1944 | Oświeja                                    | 1 920                     | 30            | 21              |

##### en 1944

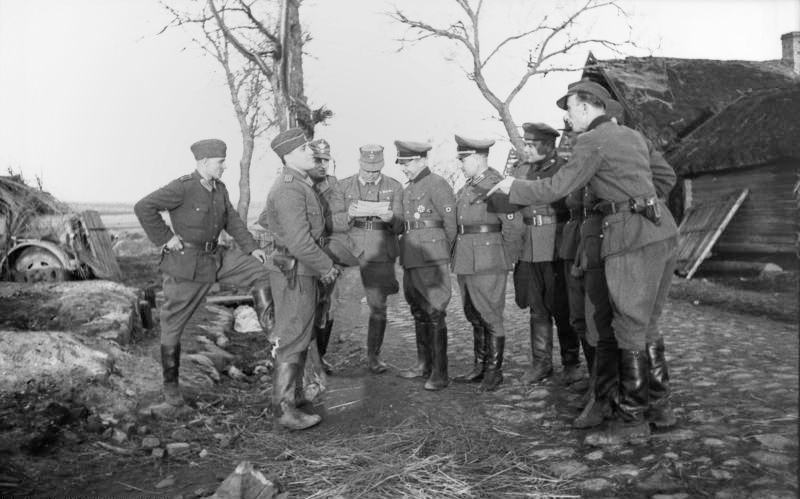
Bronislaw Kaminski et la 29e Waffen-Grenadier-Division de la SS / RONA, été 1944.

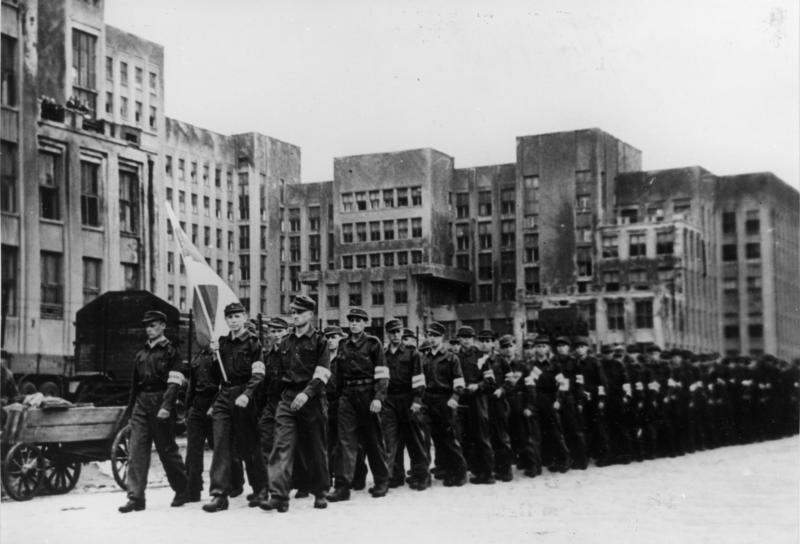
Armée territoriale Biélorusse, Minsk, juin 1944.

| Code opération           | Période        | Zone !                   | Morts civils et partisans | Armes saisies | Morts allemands |
| ------------------------ | -------------- | ------------------------ | ------------------------- | ------------- | --------------- |
| ?                        | 14/01          | Oła                      | 1 758                     | ?             | ?               |
| ?                        | 22/01          | Baiki                    | 987                       | ?             | ?               |
| Opération Wolfsjagd      | 03.02-15.02    | Hlousk, Babrouïsk        | 467                       | ?             | 6               |
| Opération Sumpfhahn      | jusqu'au 19/02 | Hlousk, Babrouïsk        | 538                       | ?             | 6               |
| ?                        | début mars     | Bérézina, Bielnicz       | 686                       | ?             | ?               |
| Opération Auerhahn       | 07/04-17/04    | Babrouïsk                | 1 000                     | ?             | ?               |
| Opération Frühlingsfest  | 17/04-12/05    | Polotsk, Ouchatchy       | 7 011                     | 1 065         | 300             |
| Opération Pfingstausflug | juin           | Sienno                   | 653                       | ?             | ?               |
| Opération Windwirbel     | juin           | Chidra                   | 560                       | 103           | 3               |
| Opération Pfingsrose     | 02/06-13.06    | Talka                    | 499                       | ?             | ?               |
| Opération Kormoran       | 25/05-17/06    | Vileïka, Baryssaw, Minsk | 7 697                     | 325           | 110             |

#### Commentaires
Ce synoptique est basé sur une multitude de données parfois confuses, incomplètes, contradictoires. Il a été spécialement prouvé seulement dans des cas particuliers que des prisonniers ont été tués, sans que cela ne soit la règle. La densité des sources est très variable pour les diverses opérations. Cependant, il apparaît un certain nombre d'indices et de tendances convergents. Les opérations ont été conduites à égales proportions par les SS et leur police ainsi que par la Wehrmacht. Autant que cela puisse être établi, 23 cas présentés ici sont des opérations des SS et de la police et 15 sont des opérations de la Wehrmacht. Dans huit autres opérations, les deux participèrent avec de forts effectifs équivalents. Il y a eu une très forte coopération. Les opérations de la Wehrmacht n'étaient pas moins, en substance, destructrices et brutales que celles des SS.
Ce synoptique montre spécialement et très clairement qui furent les victimes des opérations majeures entre 1942 et 1944. Le rapport est éloquent, entre d’une part le nombre de prétendus ennemis morts ou liquidés ou fusillés et d'autre part le nombre de fusils, de pistolets automatiques et de mitraillettes saisis, et qui est habituellement compris entre 6/1 et 10/1. Comme si depuis la fin de 1942 chaque partisan possédait de telles armes. Les nouveaux membres se devaient d'en apporter une, ce qui signifie qu'au moins 1 à 15 % des victimes étaient des partisans. Le reste, 85 à 90 pour-cent étaient principalement des paysans des alentours et des réfugiés. Cela est confirmé par les pertes extrêmement faibles des Allemands, la relation entre les Allemands tués par ailleurs est habituellement autour de 1/30 à 1/300, en moyenne 1/100.

#### Controverses
Les officiers allemands des troupes d'occupation en Biélorussie savent ce que signifient ces synoptiques. Par exemple, le Commissaire Général Wilhelm Kube écrivait, à propos d'un rapport préliminaire reçu du commandant de la Police Curt von Gottberg, à propos de l'opération Cottbus, sur qui étaient les 4 500 ennemis tués et les 5 000 suspects bandits morts. Kube faisait le commentaire suivant :

« Si seulement 492 fusils ont été pris à 4 500 ennemis morts, cette contradiction montre que parmi les ennemis morts il y avait de nombreux paysans du pays. La Bataillon Dirlewanger a une réputation toute spéciale de détruire de nombreuses vies humaines (tueurs sanguinaires). Parmi les 5 000 personnes suspectes d'appartenir à des bandes armées, il y avait de nombreuses femmes et enfants. »

Le Commissaire du Reich Hinrich Lohse joignit la note suivante au rapport de Kube :

« Qu'est donc le massacre de Katyń comparé à cela ? Enfermer des hommes, des femmes et des enfants dans des granges et leur mettre le feu n'apparaît pas comme une bonne méthode de combattre des bandes armées, même si on désire exterminer la population. »

Plus tard, Kube critiqua à nouveau les actions majeures pendant lesquelles, principalement, au lieu de suspects de banditisme, des hommes, des femmes et des enfants furent fusillés. Le précédent commandant de l'Ordnungspolizei de Minsk, Eberhard Herf, maintenant chef de corps commandant des Unités anti-bandits du Reichsfuhrer SS, reçut également le rapport de Kube qui mentionnait :

« Quelque 480 fusils furent trouvés sur 6 000 partisans morts. Franchement, tous ces hommes avaient été tués pour augmenter les chiffres des pertes ennemies et mettre en évidence nos faits héroïques. »

Réponse :

« Vous semblez ignorer que ces bandits détruisent leurs armes de façon à paraître innocents et d'éviter la mort. Combien il est aisé de supprimer ces guérilléros quand ils ont détruit leurs armes ! »

Il apparaît que les troupes et les commandants des actions anti-partisan furent souvent menées avec couardise et en essayant d'embellir les succès. Ce fut là une des raisons de tels bilans. Cependant, ce n'est pas là la raison principale pour détruire une partie de la population rurale ; cela fut inhérent à la conception et aux objectifs des opérations. Erich von dem Bach-Zelewski affirma, lors de son procès à Munich en 1949, que les partisans avaient toujours caché ou enterré leurs armes avant leur capture, s'ils n'étaient pas immédiatement tués par une balle dans la tête. Il ne fut pas le seul à avoir une telle défense. Le commandant de la zone arrière du Groupe d'armées du centre émit un ordre selon lequel les fusils des partisans devaient être collectés très soigneusement car leur nombre était en rapport avec celui des bandits tués ou capturés. L'expert de la guerre anti-partisans du commandant de la Sicherheitspolizei et du SD de Minsk, Artur Wilke, dans ses notes personnelles de 1943, annota que cette pratique était possible du fait que ses troupes étaient très clairsemées. Il décrivit l'attaque d'un village dont les habitants s'enfuirent et se firent tirer dessus :

« Il y a eu un nombre important de morts que le bataillon a fait passer pour des ennemis morts. Il est clairement et fermement établi qu'ils étaient de vrais partisans. J'ai dit au major que nous avions auparavant compté ces morts comme suspects partisans, mais nous les comptons comme liquidés. Sa terminologie n'est pas claire pour moi mais il me semble que nous avons l'objectif d'augmenter le nombre de bandits tués lors de bataille. »

#### Stratégies
Bien que les attaques allemandes aient été dirigées au départ contre des populations civiles, les opérations entièrement sans combats contre des partisans étaient plutôt l'exception. Les combats contre des partisans eurent lieu surtout en bordure de leurs zones d'opérations. Les combats ont rarement eu lieu à l'intérieur des zones où il n’y avait aucun partisan (ce qui ne veut pas dire que les habitants des villages détruits n'avaient pas soutenu activement les partisans). Leurs propres bases furent attaquées seulement pendant une partie des opérations. Les meilleures armes allemandes, la (Luftwaffe, l'artillerie ont eu des pertes considérablement plus élevées que celles des troupes allemandes de maintien de l'ordre, de leurs alliés et des auxiliaires, comme le montre l'incohérence entre le nombre d'armes saisies et les pertes allemandes. Au moment de la retraite partielle en automne 1943, les combats devinrent plus violents et les pertes allemandes augmentèrent, à cause de l'augmentation de la densité des troupes allemandes et du fait que la résistance armée était devenue plus militaire au sens le plus strict. Du point de vue des partisans, le soulagement attendu ne vint pas. Les pertes des partisans proprement dites étaient plutôt basses car ceux-ci évitaient les affrontements directs, frontaux.
Les Allemands attaquaient rarement les partisans directement, même lorsque l'encerclement était possible et s'en prenaient aux paysans des environs. L’inaccessibilité du terrain, sa meilleure connaissance par les partisans, la couardise et le vieillissement des troupes allemandes sont une des raisons. Les partisans esquivaient les encerclements allemands en s'infiltrant et en cassant les engagements frontaux. La raison principale, cependant, était que dans le cas de mouvements de guérilla, les attaques de partisans et leurs propres pertes n'étaient pas l'aspect le plus dangereux du point de vue des autorités allemandes d'occupation. Ce qui les concernait beaucoup plus était l'augmentation de l'influence sur les populations locales. Les partisans devaient donc être isolés de ces populations à tout prix. Plus la résistance attirait les paysans à leur côté, moins la quantité de produits agricoles livré aux Allemands était élevée. Le principal intérêt pour les occupants, néanmoins, était d'avoir une population aussi loyale que possible désireuse de les ravitailler. Là où les populations étaient du côté des partisans, il y avait une menace de désobéissance aux règles allemandes et comme il était plus facile de taper, les occupants se concentraient sur la dévastation des villages sous influence des partisans, de manière à empêcher l'infection politique de s'étendre.
Concrètement, cette connexion était vue du côté allemand de la manière suivante : les camps de partisans étaient habituellement situés dans les grandes zones de forêts. De là, ils essayaient de paralyser le système administratif et agricole des environs. Depuis le début de 1942, les paysans furent graduellement convaincus ou forcés de cesser toutes les livraisons de produits agricoles aux Allemands. Les starostes locaux, les policiers et les fonctionnaires furent intimidés ou attaqués. Quand les Allemands ne reçurent plus rien de ces zones, ils prirent immédiatement en compte que les produits agricoles de ces zones étaient endommagés ou cédés ailleurs. Hermann Göring déclara en octobre 1942 :

« L'Allemagne n'a rien à perdre avec la mort de ces paysans. Cela s'applique à de telles zones qui, nous l'espérons, ne peuvent être pacifiées, même après avoir été passées au peigne fin. »

Les dévastations bénéficièrent aux occupants en prévenant le pillage par la résistance dans les autres régions importantes. Les habitants des zones sous influence des partisans furent en partie et à raison soupçonnées de fournitures volontaires ou involontaires de nourriture, d'autres nécessités et d'informations aux mouvements de résistance. Par le meurtre ou la déportation de ces gens, les Allemands ne visaient pas à établir la culpabilité de ceux qui soutenaient les partisans mais de priver ceux-ci de soutien, logement et nourriture. Un autre participant témoignait comme suit :

« Nous, membres de l'EK VIII réagissons ici en détruisant tous les villages dans cette zone, dont les habitants sont fusillés. Notre but est de priver les partisans des bois de tous les moyens de se ravitailler en nourriture, vêtements, etc. à partir de ces localités. Dans l'un ou l'autre cas, nous membres de l'Einsatskommando VIII passons les bois de cette zone au peigne fin pour traquer les partisans dans leurs cachettes. De telles méthodes vont être abandonnées cependant. Nous les considérons comme trop dangereuses pour nous car nous pouvons être attaqués et détruits par les partisans. »

Presque toutes les opérations anti-partisans furent conduites contre les zones bordant les grandes forêts et les villages les bordant. Les témoignages individuels et ceux des auteurs rappellent ces tactiques. Par exemple, l'ancien commandant du régiment de police SS 26,, Georg Weisig, déclara ce qui suit après l'opération Otto, vers la fin de 1943/début de 1944 :

« Environ deux cent cinquante habitants des villages situés hors des bois furent transportés dans des camps. Les gens trouvés dans les villages dans la zone forestière furent toutefois tués.[citation nécessaire] Dans toute la zone entre Siebież et le lac Osweskoje où les opérations ont été menées, il n'y a pas un seul être humain laissé après le passage de notre régiment. »

Les sources montrent que pendant les grandes opérations, les unités allemandes et leurs auxiliaires marchaient exclusivement dans les rues des villages, comme cela est indiqué dans l'opération Bamberg. Les rencontres avec les partisans n'étaient pas souhaitées.
Le Hauptsturmführer-SS Wilke, de la police de sécurité et commandant de la SD de Minsk écrivit à ce propos au commandant d'un bataillon de police auprès duquel il avait été détaché :

« J'ai l'impression que le commandement veut épargner ses troupes ou n'a pas beaucoup de considération pour elles. »

Il tendait à approcher les zones d'opérations autant que possible avec des véhicules à moteur. Son supérieur, commandant de la police de sécurité et du SD Eduard Strauch (de:Eduard Strauch), en avril 1943 commenta ouvertement devant un large public que les formations allemandes était des troupes très pataudes [schwerfüllig], et du fait des mauvaises communications, les bases des partisans n'étaient pas atteintes. Dans le rapport de l'opération Waldwinter de la 286e Division se Sécurité, il est déclaré :

« Le choix de cibles d'attaque porte exclusivement sur des routes avec des villages adjacents, de façon à établir de bonnes communications à droite et à gauche, bien que les routes soient difficiles. »

### Nettoyages de villages
La destruction d'un village semblait à ses habitants être un hasard, sans raison ou explication ou alors ils croyaient être victimes d'une erreur. Coïncidence, arbitraire et violences aveugles ont pu jouer en partie, mais les décisions allemandes sur la vie et la mort suivaient généralement des lignes stratégiques, inconnues des victimes. Il y avait un certain nombre de facteurs qui scellaient le sort d'un village et de ses habitants quand il tombait dans le collimateur d'une opération allemande majeure. Dans la plupart des cas, un village était d'abord occupé par une attaques surprise, de préférence à l'aube après avoir été encerclé ou par des hommes armés débarquant dans son centre. Dans la majorité des cas, la totalité de la population était rassemblée, puis venait un contrôle des papiers d'identité. Ceux qui s'enfuyaient ou se cachaient était abattus conformément aux instructions générales. Dans beaucoup de cas, la destruction d'un village avait été décidée bien à l'avance. Sinon, il y a des interrogatoires et des examens. Les Allemands abattaient les étrangers et ceux des familles dont les membres mâles étaient absents sans une raison suffisante aux yeux des Allemands. Une famille était aussi suspecte de banditisme et éliminée quand il y avait, par exemple, plus de manteaux que de personnes présentes dans la maison. Souvent, les unités allemandes venaient prêtes à tuer avec des listes basées sur des dénonciations de collaborateurs de l'administration. Les maisons respectives étaient marquées avec des écrits tels que « partisans » ou « maison de bandits ».
La découverte d'armes ou de munitions était dans bien des cas considérée comme suffisante pour assassiner la totalité d'un village. Des explosions présumées ou ayant lieu pendant l'incendie du village étaient fournies comme preuves pour justifier la destruction. Dans quelques cas la population ne possédait pas le matériel présumé, comme de l'équipement allemand ou de l'essence allemande. Les villages de la région qui avaient appartenu à la 2e république polonaise depuis 1939 où la collectivisation de l'agriculture avait été entreprise étaient suspects du début. Mais une des règles pour la décision d'annihilation était basée sur les résultats de reconnaissances allemandes par la police de sécurité et le SD ou la Geheime Feldpolizei (GFP).
Cela, à son tour, reposait souvent sur des dénonciations occasionnelles de villages entiers par des collaborateurs locaux ou des organismes allemands implantés : responsables de l'administration agricole, des forêt ou des routes ou de commandants locaux. Bien qu'il n'y avait pas d'avertissements, les populations tentaient souvent fuir les villages avant les assauts allemands, de sorte que les Allemands les trouvaient vides. Dans un cas, dans les environs de Słonim, les vieux restèrent, vêtus de leur chemise mortuaire, lavés, propres et pleinement préparés à recevoir la mort des mains des Allemands.

### Nazis importants
- Erich von dem Bach-Zelewski
- Gustavs Celmiņš
- Oskar Dirlewanger
- Curt von Gottberg
- Konrāds Kalējs
- Bronislaw Kaminski
- Wilhelm Kube
- Anthony Sawoniuk

### Unités participantes
- Police auxiliaire biélorusse